# Franciszek Chomicz
Franciszek Chomicz, ps. „Grom” (ur. 5 października 1927, zm. 6 stycznia 2007) – harcerz Szarych Szeregów, żołnierz Armii Krajowej.

## Dzieciństwo i młodość
Urodził się w Zakurzewie koło Grudziądza w ziemiańskiej rodzinie Franciszka Chomicz i Teofili Korwek. Po opanowaniu Pomorza we wrześniu 1939 przez wojska III Rzeszy, jego rodzina została wysiedlona z własnego gospodarstwa rolnego.
Podczas II wojny światowej Franciszek Chomicz przebywał na terenie Generalnego Gubernatorstwa w okolicach: Pułtuska, Ciechanowa i Wyszkowa.
W czerwcu 1943, po nawiązaniu kontaktów z organizacją konspiracją, został zaprzysiężony przez porucznika Mieczysława Kołodziejskiego ps. „Czort” i przydzielony do służby łączności Armii Krajowej w placówce Obryte obwodu Pułtusk inspektoratu Ciechanów.
Początkowo jako członek drużyny „Szkoły Bojowej” aktywnie uczestniczył w akcjach małego sabotażu by przejść do walki z bronią w ręku w ramach Grup Szturmowych Szarych Szeregów.
W sierpniu 1943, będąc harcerzem Szarych Szeregów, uczestniczył w rozpoznaniu obiektów niemieckiej strażnicy granicznej (Grenzschutzpolizei) w Sieczychach koło Wyszkowa.
W nocy z 20 sierpnia na 21 sierpnia 1943, jako wsparcie warszawskiej grupy szturmowej Armii Krajowej, brał udział w ataku na tę strażnicę. W trakcie zbrojnego natarcia na obiekty niemieckie, mimo młodego wieku, nie ograniczył się do przyznanej mu roli obserwatora.
W końcowej fazie okupacji niemieckiej, bezpośrednio przed wkroczeniem Armii Czerwonej, został zmobilizowany do akcji „Burza” w Okręgu Warszawskiego Armii Krajowej. Udział w akcji „Burza” zakończył pod koniec września 1944 na rozkaz komendanta głównego Armii Krajowej gen. Leopolda Okulickiego.
Zwolniony z przysięgi wojskowej mocą rozkazu o rozwiązaniu Armii Krajowej wydanym 16 listopada 1944 przez gen. Leopolda Okulickiego pozostał w konspiracji czekając na nowe rozkazy Rządu RP na uchodźstwie.

## Okres powojenny
Po zakończonej wojnie wrócił na Pomorze. Mimo że nie ujawnił swej działalności konspiracyjnej był prześladowany i więziony przez policję polityczną w Grudziądzu, zwaną w latach 1944–1954 Urzędem Bezpieczeństwa.
Mieszkał i pracował w Grudziądzu. W 1963 przeprowadził się do Owczarek koło Grudziądza i prowadził gospodarstwo rolne. W 1994 powrócił do Grudziądza.
5 grudnia 1991 został członkiem zwyczajnym Światowego Związku Żołnierzy Armii Krajowej w Toruniu (nr legitymacji 025878). Przez trzy kadencje pełnił społecznie funkcję prezesa zarządu grudziądzkiego koła Światowego Związku Żołnierzy Armii Krajowej. Był współinicjatorem budowy pomników bohaterów Armii Krajowej w Grudziądzu, nadawania imion dowódców Armii Krajowej ulicom miasta w Grudziądzu i w powiecie grudziądzkim. Popularyzował etos Armii Krajowej wśród młodzieży szkolnej.
Dzięki jego inicjatywie następujące szkoły otrzymały sztandary oraz imiona dowódców Armii Krajowej:
1. Zespół Szkół w Wałdowie Szlacheckim im. Stanisława Broniewskiego „Orszy”
2. Gimnazjum Nr 7 w Grudziądzu im. generała Tadeusza „Bora” Komorowskiego
3. Szkoła Podstawowa w Dąbrówce Królewskiej im. porucznika Antoniego Chomicza ps. „Stabrawa”
4. Gimnazjum w Rogóźnie im. żołnierzy Armii Krajowej
5. Szkoła Podstawowa Nr 4 w Grudziądzu im. por. Zbigniewa Kruszelnickiego ps. „Wilk”

## Awanse
- 1998 podporucznik Wojska Polskiego
- 2002 porucznik Wojska Polskiego

## Odznaczenia
- Krzyż Armii Krajowej
- Medal „Pro Memoria”
- Krzyż Pamiątkowy Akcji „Burza”
- Odznaka „Weteran Walk o Wolność i Niepodległość Ojczyzny”